# Subiasella sigmella
Subiasella sigmella är en kvalsterart som först beskrevs av Golosova 1970.  Subiasella sigmella ingår i släktet Subiasella och familjen Oppiidae. Inga underarter finns listade i Catalogue of Life.